# Малоазиатска отровница
Малоазиатската отровница (Montivipera xanthina) е вид змия от семейство Отровници (Viperidae).

## Разпространение
Видът се среща изключително в североизточна Гърция, на гръцките острови Сими, Скиатос, Кос, Калимнос, Самотраки, Лерос, Липсос, Патмос, Самос, Хиос и Лесбос, и Европейска Турция.